# Čujskie Belki
I Čújskie Belkí (in russo Чуйские белки?) o Alpi Čujskie (Чуйские Альпы, Čujskie Al'py), letteralmente "Alpi della Čuja" sono un sistema montuoso nei monti Altaj centrali formato da due catene montuose: gli Južno-Čujskij o Čujskij Meridionali e i Severo-Čujskij o Čujskij Settentrionali, collegate da una catena montuosa trasversale.  Si trova nella Repubblica dell'Altaj, in Russia.
L'altezza del sistema montuoso, che ha una media di 3-4.000 metri, raggiunge i 4173 m con la vetta del Maašej-Baš (Маашей-Баш) (nei Severo-Čujskij). Sulle pendici delle montagne ci sono una decina di grandi ghiacciai. Il sistema montuoso è lo spartiacque tra le sorgenti dei fiumi Argut e Čuja, affluenti del Katun'. 